# Tori West
Tori West (14 ottobre 1995) è una multiplista australiana.

## Biografia
Inizia a praticare l'atletica leggera all'età di 4 anni nel North Star Athletics Club di Townsville e, dopo aver conquistato il titolo di campionessa australiana under 18 nel lancio del giavellotto nel 2012, dal 2015 inizia a competere nell'eptathlon, raggiungendo dapprima il nono posto ai campionati australiani assoluti e poi la medaglia d'argento ai campionati oceaniani di Cairns in rappresentanza dell'Australia settentrionale, una selezione di atleti australiani non appartenenti alla nazionale maggiore.
Nel 2019 torna a partecipare ai campionati oceaniani di Townsville, ma non completa la gara dell'eptathlon fermandosi alle prime quattro discipline (100 metri ostacoli, salto in alto, getto del peso e 200 metri piani). Dopo due settimane torna in pista alle Universiadi di Napoli, dove si classifica quinta.
Iscritta nell'eptathlon ai campionati oceaniani di Mackay 2022, non prende parte alla gara, ma ai campionati oceaniani di Suva 2024 conquista la seconda medaglia d'argento.

## Progressione

### 100 metri piani
| Stagione | Tempo | Luogo    | Data       | Rank. Mond. |
| -------- | ----- | -------- | ---------- | ----------- |
| 2024     | 11"99 | Brisbane | 16-3-2024  |             |
| 2021     | 12"25 | Brisbane | 6-3-2021   | 3250ª       |
| 2019     | 12"33 | Brisbane | 13-12-2019 | –           |

### 200 metri piani
| Stagione | Tempo | Luogo      | Data       |
| -------- | ----- | ---------- | ---------- |
| 2024     | 23"67 | Götzis     | 18-5-2024  |
| 2023     | 24"62 | Bydgoszcz  | 22-7-2023  |
| 2023     | 24"62 | Brisbane   | 1-4-2023   |
| 2022     | 25"05 | Canberra   | 15-1-2022  |
| 2021     | 25"13 | Townsville | 18-6-2021  |
| 2020     | 24"07 | Brisbane   | 19-12-2020 |
| 2019     | 25"04 | Napoli     | 11-7-2019  |
| 2018     | 24"27 | Brisbane   | 6-1-2018   |
| 2017     | 24"82 | Sydney     | 2-12-2017  |
| 2015     | 25"68 | Cairns     | 9-5-2015   |

### 400 metri piani
| Stagione | Tempo | Luogo    | Data      | Rank. Mond. |
| -------- | ----- | -------- | --------- | ----------- |
| 2024     | 56"89 | Canberra | 27-1-2024 |             |
| 2022     | 56"62 | Sydney   | 18-2-2022 | 2426ª       |
| 2021     | 55"94 | Brisbane | 6-3-2021  | 1571ª       |
| 2020     | 55"11 | Brisbane | 26-9-2020 | 680ª        |
| 2019     | 57"45 | Brisbane | 12-1-2019 | 3731ª       |

### 800 metri piani
| Stagione | Tempo   | Luogo      | Data      |
| -------- | ------- | ---------- | --------- |
| 2024     | 2'15"92 | Ratingen   | 23-6-2024 |
| 2023     | 2'19"58 | Brisbane   | 2-4-2023  |
| 2022     | 2'29"37 | Canberra   | 16-1-2022 |
| 2020     | 2'19"57 | Brisbane   | 16-2-2020 |
| 2019     | 2'24"80 | Sydney     | 5-4-2019  |
| 2018     | 2'25"15 | Gold Coast | 16-2-2018 |
| 2017     | 2'26"97 | Sydney     | 3-12-2017 |
| 2015     | 2'40"27 | Cairns     | 10-5-2015 |

### 100 metri ostacoli
| Stagione | Tempo | Luogo                   | Data      |
| -------- | ----- | ----------------------- | --------- |
| 2024     | 13"62 | Parigi                  | 8-8-2024  |
| 2023     | 13"92 | Nasso e Piccole Cicladi | 17-5-2023 |
| 2022     | 14"18 | Canberra                | 15-1-2022 |
| 2021     | 14"19 | Brisbane                | 14-3-2021 |
| 2020     | 13"91 | Brisbane                | 5-12-2020 |
| 2019     | 14"31 | Townsville              | 26-6-2019 |
| 2018     | 14"32 | Gold Coast              | 15-2-2018 |
| 2017     | 14"49 | Sydney                  | 2-12-2017 |
| 2015     | 16"35 | Brisbane                | 26-3-2015 |

### Salto in alto
| Stagione | Misura | Luogo      | Data      |
| -------- | ------ | ---------- | --------- |
| 2024     | 1,78 m | Adelaide   | 11-4-2024 |
| 2023     | 1,77 m | Brisbane   | 1-4-2023  |
| 2022     | 1,71 m | Canberra   | 15-1-2022 |
| 2021     | 1,70 m | Brisbane   | 14-3-2021 |
| 2020     | 1,78 m | Brisbane   | 15-2-2020 |
| 2019     | 1,72 m | Sydney     | 4-4-2019  |
| 2018     | 1,77 m | Brisbane   | 6-6-2018  |
| 2017     | 1,76 m | Townsville | 17-6-2017 |
| 2015     | 1,73 m | Cairns     | 9-5-2015  |

### Salto in lungo
| Stagione | Misura | Luogo     | Data       |
| -------- | ------ | --------- | ---------- |
| 2024     | 6,09 m | Götzis    | 19-5-2024  |
| 2023     | 5,80 m | Bydgoszcz | 23-7-2023  |
| 2022     | 5,32 m | Canberra  | 16-1-2022  |
| 2020     | 5,75 m | Brisbane  | 16-2-2020  |
| 2019     | 5,79 m | Brisbane  | 13-12-2019 |
| 2018     | 5,88 m | Brisbane  | 7-1-2018   |
| 2017     | 5,74 m | Sydney    | 3-12-2017  |
| 2015     | 5,43 m | Brisbane  | 27-3-2015  |
| 2013     | 5,08 m | Brisbane  | 24-2-2013  |
| 2012     | 5,37 m | Nathan    | 25-10-2012 |

### Getto del peso
| Stagione | Misura  | Luogo      | Data      |
| -------- | ------- | ---------- | --------- |
| 2024     | 13,72 m | Götzis     | 18-5-2024 |
| 2023     | 12,95 m | Ratingen   | 17-6-2023 |
| 2022     | 12,81 m | Canberra   | 15-1-2022 |
| 2021     | 13,17 m | Townsville | 18-6-2021 |
| 2020     | 13,28 m | Brisbane   | 15-2-2020 |
| 2019     | 13,53 m | Napoli     | 11-7-2019 |
| 2018     | 12,50 m | Gold Coast | 15-2-2018 |
| 2017     | 12,99 m | Townsville | 22-9-2017 |
| 2015     | 10,86 m | Cairns     | 9-5-2015  |

### Lancio del giavellotto
| Stagione | Misura  | Luogo      | Data      |
| -------- | ------- | ---------- | --------- |
| 2024     | 51,74 m | Ratingen   | 23-6-2024 |
| 2023     | 53,97 m | Canberra   | 15-1-2023 |
| 2022     | 47,72 m | Canberra   | 16-1-2022 |
| 2020     | 52,73 m | Mackay     | 4-10-2020 |
| 2019     | 53,27 m | Napoli     | 12-7-2019 |
| 2018     | 49,47 m | Gold Coast | 16-2-2018 |
| 2017     | 46,55 m | Sydney     | 1-4-2017  |
| 2015     | 43,10 m | Brisbane   | 6-3-2015  |
| 2014     | 40,05 m | Sydney     | 14-3-2014 |
| 2013     | 40,46 m | Brisbane   | 24-2-2013 |
| 2012     | 45,14 m | Sydney     | 16-3-2012 |

### Eptathlon
| Stagione | Punteggio | Luogo    | Data      | Rank. Mond. |
| -------- | --------- | -------- | --------- | ----------- |
| 2024     | 6245 p.   | Götzis   | 19-5-2024 |             |
| 2023     | 5909 p.   | Brisbane | 2-4-2023  | 67ª         |
| 2022     | 5582 p.   | Canberra | 16-1-2022 | 122ª        |
| 2020     | 6028 p.   | Brisbane | 16-2-2020 | 15ª         |
| 2019     | 5614 p.   | Napoli   | 12-7-2019 | 120ª        |
| 2018     | 5793 p.   | Brisbane | 7-1-2018  | 81ª         |
| 2017     | 5570 p.   | Sydney   | 3-12-2017 | 134ª        |
| 2015     | 4841 p.   | Cairns   | 10-5-2015 | 452ª        |

## Palmarès
| Anno                                              | Manifestazione       | Sede       | Evento    | Risultato | Prestazione | Note |
| ------------------------------------------------- | -------------------- | ---------- | --------- | --------- | ----------- | ---- |
| In rappresentanza dell'Australia Settentrionale / |                      |            |           |           |             |      |
| 2015                                              | Campionati oceaniani | Cairns     | Eptathlon | Argento   | 4841 p.     |      |
| In rappresentanza dell' Australia                 |                      |            |           |           |             |      |
| 2019                                              | Campionati oceaniani | Townsville | Eptathlon | dnf       | dnf         |      |
| 2019                                              | Universiadi          | Napoli     | Eptathlon | 5ª        | 5614 p.     |      |
| 2022                                              | Campionati oceaniani | Mackay     | Eptathlon | dns       | dns         |      |
| 2024                                              | Campionati oceaniani | Suva       | Eptathlon | Argento   | 5951 p.     |      |
| 2024                                              | Giochi olimpici      | Parigi     | Eptathlon | 20ª       | 5848 p.     |      |

## Campionati nazionali
- 1 volta campionessa australiana assoluta dell'eptathlon (2020)
- 1 volta campionessa australiana under 18 del lancio del giavellotto (2012)

2012
- Oro ai campionati australiani under 18, lancio del giavellotto - 45,14 m

2014
- 8ª ai campionati australiani juniores, lancio del giavellotto - 40,05 m

2015
- 9ª ai campionati australiani assoluti, eptathlon - 4470 p.

2017
- Bronzo ai campionati australiani assoluti, lancio del giavellotto - 46,55 m

2018
- 4ª ai campionati australiani assoluti, eptathlon - 5669 p.

2019
- Bronzo ai campionati australiani assoluti, eptathlon - 5466 p.

2020
- Oro ai campionati australiani assoluti di prove multiple, eptathlon - 6028 p.

2023
- Argento ai campionati australiani assoluti, eptathlon - 5909 p.

2024
- Argento ai campionati australiani assoluti, eptathlon - 6079 p.